# Liste der Bodendenkmale in Annaburg
In der Liste der Bodendenkmale in Annaburg sind alle Bodendenkmale der Stadt Annaburg und ihrer Ortsteile aufgelistet. Grundlage ist die Veröffentlichung der Landesdenkmalliste mit Stand vom 25. Februar 2016.  Die Baudenkmale sind in der Liste der Kulturdenkmale in Annaburg aufgeführt.
| Denkmal-ID | Fundart             | Ortsteil | Bezeichnung                   | Zeitstellung | Lage                                                          | Bemerkungen | Bild |
| ---------- | ------------------- | -------- | ----------------------------- | ------------ | ------------------------------------------------------------- | --- | ---- |
| 428300827  | Grabmal > Grabhügel | Annaburg | Hügelgräberfeld, 13 Grabhügel | Bronzezeit   | Waldstück nordöstlich am Ort Lage                             | 13 Grabhügel festgestellt, sind z. T. militärisch abgegraben und überfahren. Sie liegen an der Grenze des militärischen Übungsgeländes am Nordwestbereich.                                                                           |      |
| 428300826  | Befestigung > Wall  | Annaburg | Burgwall                      | Mittelalter  | südöstlich im Ort, Schloss Lage                               | Schlossbereich mit vorgelagertem Graben, an den Außenseiten z. T. ausgemauert. Ursprünglich Jagdschloss ‚Lochau‘, 1422 abgebrannt. Um 1500 baute Kurfürst ‚Friedrich der Weise‘ die Anlage aus, u. a. einen großen umwallten Garten. |      |
| 428300829  | Befestigung > Burg  | Annaburg | (Burg-)Hügel mit Wassergraben | Mittelalter  | Lage                                                          | Burghügel mit Grabenresten. Der Nordbereich ist durch Supermarktparkfläche gestört überbaut. Das Hügelinnere führt eine gemauerte Langstörung, welche mit Gittertür und Vorhängeschloss gesichert ist.                               |      |
| 428300828  | Grabmal > Grabhügel | Annaburg | Hügelgräberfeld, 32 Grabhügel | Bronzezeit   | „Tiergarten“, Waldstück unmittelbar südwestlich Annaburg Lage | Hügelgräber etwa 1,5 m hoch, an SW-Ecke Waldrand, Gelände teilweise für militärische Übungszwecke genutzt. Süd- und Ostrand mit gärtnerischem Unrat verschmutzt.                                                                     |      |
| 428300825  | Grabmal > Grabhügel | Annaburg | Grabhügelgruppe, 5 Grabhügel  | Bronzezeit   | in Waldstück 1,4 km südlich Arnsnesta Lage                    | |      |
| 428300786  | Befestigung > Burg  | Löben    | Burghügel                     | Mittelalter  | nordwestlicher Ortsrand Lage                                  | Burghügel nordwestlich von Löben in einem nördlich vorliegenden Feuchtgebiet. |      |
| 428300784  | Befestigung > Wall  | Plossig  | Burgwall                      | Mittelalter  | 1,8 km nord-nordöstlich Ort Lage                              | Fliehburg mit Ringwall große Eintiefungen im Zentrum. Anlage hat ca. 75 m Dm. Im östlichen bis nördlichen Außenbereich noch Grabenformen bzw. -vertiefungen erkennbar.                                                               |      |
| 428300777  | Befestigung > Burg  | Prettin  | Wasserburg „Schlösschen“      | Mittelalter  | Westrand Ort Lage                                             | Am westlichen Ortsende überbaute mittelalterliche Burg (illegale Teilbebauung), desolater Zustand, ehem. Wohnstätte der Kurfürstin Elisabeth von Brandenburg (1528–1546).                                                            |      |